# Џеф Хеслер
Џеф Хеслер (енгл. Jeff Hassler; 21. август 1991) професионални је рагбиста и репрезентативац Канаде, који тренутно игра за Оспрејсе. Висок 178 цм, тежак 93 кг, повремено игра центра, а најчешће крило. До сада је за Оспрејсе одиграо 37 утакмица и постигао 70 поена. Прошао је све млађе селекције Канаде, а за сениорску је до сада одиграо 17 тест мечева и постигао 20 поена. Играо је и за репрезентацију Канаде у рагбију 7. Поред рагбија, тренирао је и канадски фудбал (енгл. Canadian Football) и његов таленат није прошао непримећено од стране тренера.